# Семернёв, Александр Михайлович
Александр Михайлович Семернёв (род. 7 ноября 1958) — губернатор Брянской области (1996).

## Биография
Родился 7 ноября 1958 года в посёлке Клетня Брянской области.
Окончил Высшую комсомольскую школу, был на комсомольской работе.
С 1993 по 1996 год — заместитель губернатора Брянской области. В июне 1996 года указом Президента РФ был назначен главой администрации Брянской области. Находясь на посту губернатора, открыто защищал реформы Ельцина, что предопределило его поражение на губернаторских выборах: в декабре 1996 года он проиграл губернаторские выборы коммунисту Юрию Лодкину — бывшему главе администрации области, смещённому в 1993 году после роспуска Верховного совета России.
С 1996 по 2003 год — торговый представитель Российской Федерации в Болгарии. С 2003 года избирался депутатом Брянской областной Думы, является лидером движения «Патриотическая Брянщина», председателем Брянского отделения Народной партии РФ.
В декабре 2004 года вновь баллотировался на пост губернатора Брянской области, набрал 4,87 % голосов и занял пятое место.